# Anadiploza
Anadiploza (gr. ἀναδίπλωσις anadíplōsis), inaczej palilogia (gr. παλιλογία palilogía), podwojenie (łac. geminātiō, condūplicātiō) – figura retoryczna polegająca na rozpoczynaniu wersu lub zdania wyrazem z poprzedzającego wersu lub zdania lub też na dwukrotnym powtórzeniu słowa na początku lub w środku wypowiedzi.
Przykład – Julian Tuwim „Rzepka”:
Tak się zawzięli, Tak się nadęli,
Że nagle rzepkę
Trrrach!! - wyciągnęli!
Aż wstyd powiedzieć,
Co było dalej!
Wszyscy na siebie
Poupadali:
Rzepka na dziadka,
Dziadek na babcię,
Babcia na wnuczka,
Wnuczek na Mruczka,
Mruczek na Kicię,
Kicia na kurkę,
Kurka na gąskę,
Gąska na boćka,
Bociek na żabkę,
Żabka na kawkę
I na ostatku
Kawka na trawkę.